# Chloroleucon chacoense
Chloroleucon chacoense, the Palo Barroso hoặc Palo Overo, là một loài rau đậu thuộc họ Fabaceae.
Loài này có ở Argentina, Bolivia, và Paraguay.
Chúng hiện đang bị đe dọa vì mất môi trường sống.